# Andreas Trautmann
Pour les articles homonymes, voir Trautmann.
Andreas Trautmann est un footballeur international est-allemand puis entraîneur allemand, né le 21 mai 1959 à Dresde.

## Biographie
En tant que milieu de terrain, il est international est-allemand à 14 reprises (1983-1989) pour un but.
Il participe aux Jeux olympiques de 1980. Il ne joue qu'un match sur six, en tant que remplaçant, contre l'Irak. Il remporte la médaille d'argent.
Sa première sélection est honorée à Tunis, contre la Tunisie, le 10 février 1983, qui se solde par une victoire est-allemande (2-0). 
Son seul but en sélection est marqué contre la Finlande, le 22 mars 1989 à Dresde.
Sa dernière sélection est honorée à Leipzig, le 20 mai 1989, contre l'Autriche, qui se solde par un match nul (1-1).
Il joue au SG Dynamo Dresde, au SC Fortuna Cologne et Dresdner SC. Il remporte 4 coupes de RDA, 3 championnats de RDA et est couronné du titre de footballeur est-allemand de l'année en 1989.
Il est entraîneur d'une équipe au niveau régional, le VfL Pirna-Copitz (de).

## Clubs
- 1977-1990 :  SG Dynamo Dresde
- 1990 :  SC Fortuna Cologne (prêt)
- 1990-1991 :  SG Dynamo Dresde
- 1991-1994 :  Dresdner SC

## Palmarès
- Championnat de RDA de football
  - Champion en 1978, en 1989 et en 1990
  - Vice-champion en 1979, en 1981, en 1982, en 1984, en 1985, en 1987 et en 1991
- Coupe d'Allemagne de l'Est de football
  - Vainqueur en 1982, en 1984, en 1985 et en 1989
  - Finaliste en 1978
- Jeux olympiques
  - Médaille d'argent en 1980
- Footballeur est-allemand de l'année
  - Vainqueur en 1989